# Anstalten Patarei

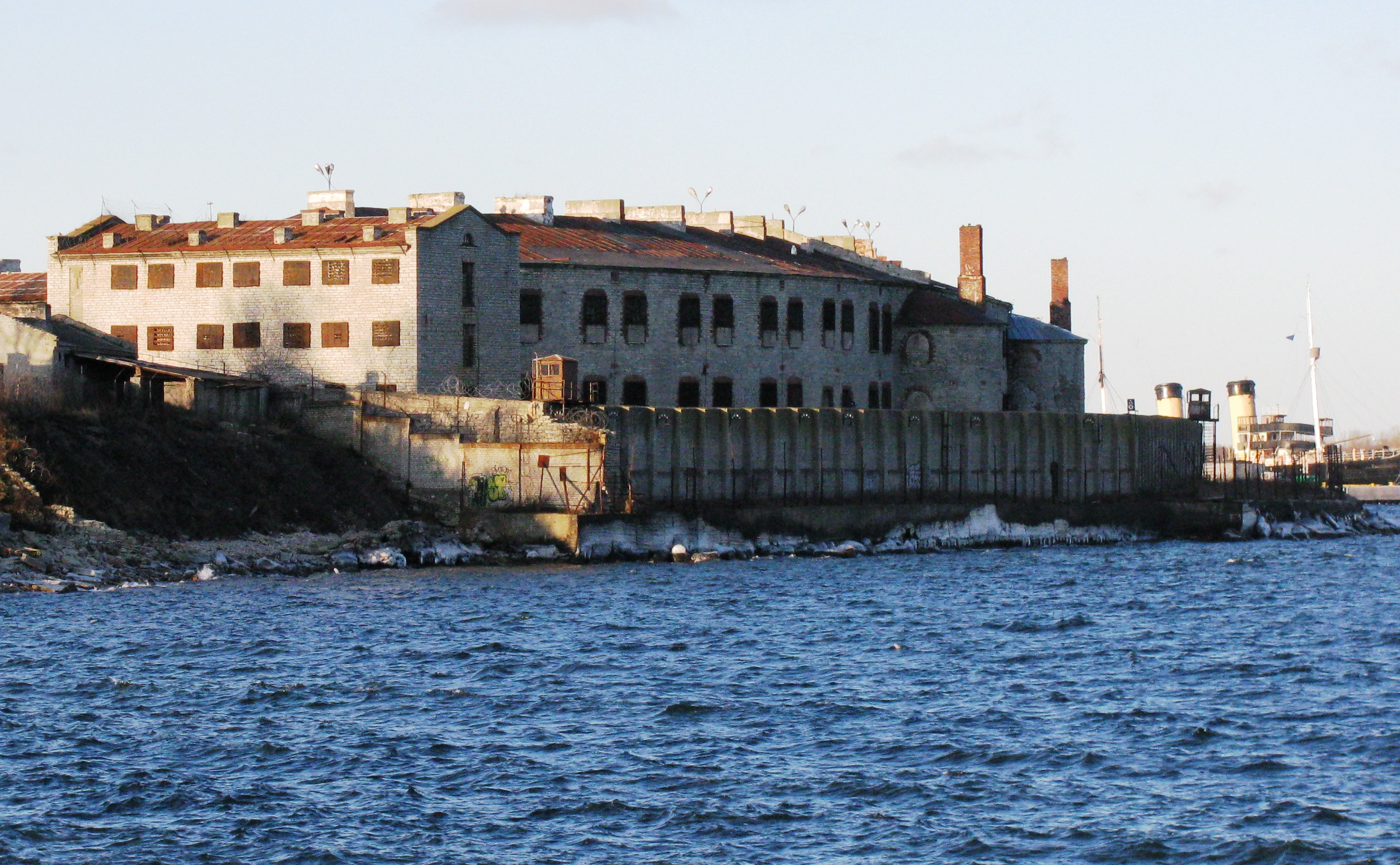
Patareifängelset sett från Tallinnbukten.

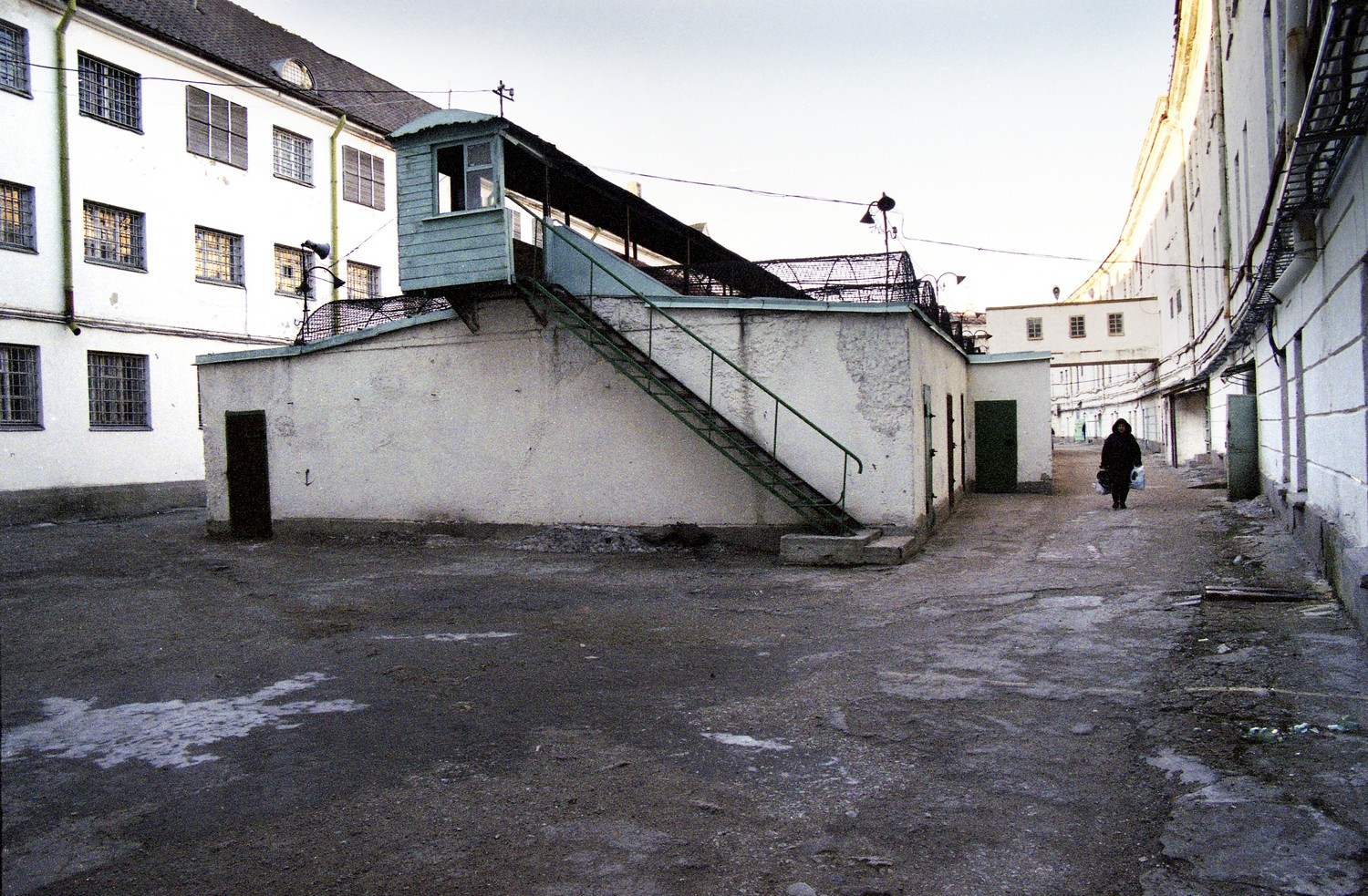
Patareifängelset, 2002

Patarei eller Patareifängelset, officiellt kallat Centralfängelset, estniska: Patarei vangla eller Keskvangla, är ett tidigare kustbatteri och fängelse i Tallinn, beläget vid Tallinnbukten i stadsdelen Kalamaja. 
Namnet Patarei syftar på fortets ursprungliga funktion som kustbatteri. Huvuddelen av byggnadskomplexet uppfördes som Kalarannafortet och del av det ryska kustförsvaret 1818–1837. Efter 1864 byggdes batteriet om till armébaracker.
Under Estniska frihetskriget användes barackerna som sjukhus. Från 1919 och framåt började man bygga om barackerna till fängelse. Fängelset stod under justitiedepartementets administration. Fångar dömda för allvarligare brott överfördes hit från fängelserna i Lasnamäe och Vene tänav i innerstaden, samt länsfängelserna i övriga delar av landet. Flera nya byggnader uppfördes. Här kom också politiska fångar dömda för det kommunistiska kuppförsöket 1924 och fångar tillhörande vapsrörelsen att fängslas under mellankrigstiden.
I samband med den sovjetiska ockupationen av Estland 1940 släpptes ett 30-tal politiska fångar. Fängelset övertogs av sovjetiska myndigheter och användes av NKVD.
Under den nazityska ockupationen 1941–1944 användes fängelset av det Estniska generalkommissariatet. 1944 överfördes omkring hälften av de 878 judiska män som deporterats från Frankrike till Centralfängelset. De kom senare att avrättas antingen utanför Tallinn eller i Litauen.
Under Estniska SSR var fängelset känt som Fängelse nr. 1 under Estniska SSR:s inrikesministerium. Efter Estlands självständighet blev fängelset kulturarvsförklarat 1997 och 2002 stängdes fängelset i samband med att det nya fängelset i Tartu öppnade. Byggnaden har därefter varit plats för en utställning om platsens historia som fängelse och brott och straff i en bredare politisk kontext. Byggnadskomplexet såldes 2008 av staten på villkor att delar av lokalerna används för att inhysa de permanenta lokalerna för museet om kommunismens offer.